# Chaetonotus tricuspidatus
Chaetonotus tricuspidatus är en djurart som tillhör fylumet bukhårsdjur, och som beskrevs av Schwank 1990. Chaetonotus tricuspidatus ingår i släktet Chaetonotus och familjen Chaetonotidae. Inga underarter finns listade i Catalogue of Life.